# Zwłoka zapłonu
Zwłoka zapłonu – czas, jaki upływa od momentu podania dawki paliwa w silniku wysokoprężnym (zob. hydrauliczny system wtrysku paliwa) do momentu wystąpienia samozapłonu. 
Czas ten jest uzależniony od takich czynników jak:
- Liczba cetanowa paliwa
- temperatura i ciśnienie powietrza w cylindrze w chwili rozpoczęcia wtrysku paliwa
- rozpylenie i rozproszenie dawki paliwa
- zawirowanie powietrza w cylindrze (wymieszanie się cząstek paliwa z powietrzem)
- poddanie paliwa przed wtryskiem przemianom fizycznym (odparowanie) i chemicznym (częściowe utlenianie się paliwa)

W przypadku dużej liczby cetanowej, dobrego rozpylenia dawki paliwa (wysokie ciśnienie wtrysku), wcześniejszego poddania paliwa przemianom (odparowanie, częściowe utlenianie), dobremu zawirowaniu powietrza w przestrzeni nad tłokiem (w pobliżu GMP) zwłoka zapłonu jest krótsza. 
Krótsza zwłoka zapłonu poprawia sprawność silnika (mniejsze zużycie paliwa), ułatwia regulację silnika (mniejszy kąt wyprzedzenia wtrysku), ułatwia rozruch silnika, zmniejsza szybkość narastania ciśnienia w procesie spalania w cylindrze - przez co zmniejsza się: głośność pracy, obciążenia wału korbowego, obciążenia sworznia tłokowego. 
Dłuższa zwłoka zapłonu pogarsza sprawność termodynamiczną silnika, gdyż proces spalania przebiega izobarycznie (w rosnącej objętości nad tłokiem sunącym w dół), co powoduje niepełne wykorzystanie energii gazów powstałych ze spalania paliwa. Aby tę sytuację poprawić, można zwiększyć kąt wyprzedzenia wtrysku (nawet do 40 stopni przed GMP), jednak powoduje to bardzo utrudnione rozruchy silnika i zwiększa twardość biegu silnika, oraz generowany przez silnik hałas.  
Zwłoka zapłonu jest zasadniczym elementem ograniczającym szybkobieżność silnika z zapłonem samoczynnym, z tego właśnie powodu maksymalne obroty pracy tych silników dość rzadko przekraczają 4500 obr./min, zaś ich obwiednia osiągów jest zależna w dużej mierze od doładowania i stopnia schłodzenia powietrza przed podaniem do cylindra (zob. intercooler).